# درة ماسون
درة ماسون هي قرية في مقاطعة سميرم، إيران. يقدر عدد سكانها بـ 17 نسمة بحسب إحصاء 2016.